# ジェームス・ヤベ
ジェームズ・ヤベ（James Yabe、1941年 - ）は日系アメリカ人の武道のインストラクターであり、作家。
西山英峻の最年長の弟子の一人であり、日本の伝統的な松濤館流空手の偉大な指導者の一人と考えられている。

## 武道トレーニング
彼は1941年11月に米国の転居キャンプ生まれ。 一家は子供の頃、第二次世界大戦後に日本に引っ越し、13歳でカリフォルニア州 ロサンゼルスに戻る。 彼はロサンゼルスのジョーダン高校に通った。 1958年に大島勉とともに松濤館空手を始め、1961年に西山の下で研修を開始し、西山の最上級弟子の一人となった。
1961年に第1回全米空手大会の総合優勝者でありながら、まだ茶色の帯であった。 1962年、1963年、1966年、および1967年、全米空手道大会で勝利を収めた。 1970年の東京でのWUKO世界選手権、1972年のパリでの第2回WUKO世界選手権では、アメリカ代表チームのメンバーであった。 
その後UCLAに進学し、工学の学士号を取得。 この間学生として、UCLA松濤館空手クラブの講師を務める。 大学時代には、米国を代表する第7回JKAナショナル選手権に参加。 日本滞在中は、金沢先生、矢口先生、江ノ枝先生、白井先生などの指導を受けた。

## 日本での研修
1972年から1976年まで、日本で修行するためにアメリカを去る。 この間、彼はJKAからインストラクター資格を得る。 日本にいたとき、彼は剣闘術である居合道も学んだ。 1976年に帰国し、日本語学校の一環として、ガーデナ仏教教会で空手教室を始めた。 彼はまた、UCLAで教え、LAセントラル道場でアシスタントインストラクターをしていた。

## 評判
名声は、技術力、技術力、指導スタイルにより世界に広がっていく。高度な技術的理解、ダイナミックな動き、強い空手精神の育成で弟子を指導する能力は仲間の師範の間で注目されている。そしてロサンゼルス・サウスベイエリアで指導を続け、米国中および海外でセミナーやコースを教えている。 彼は伝統的な空手に関するDVDでも知られている。
1961年12月、AAKF（アメリカアマチュア空手連盟）はロサンゼルスのオリンピックオーディトリアムで最初の大会を開催するが、数年の鍛錬で出場しカタと組手両方のフィールドで優勝した。 